# Alser Straße (metropolitana di Vienna)
Alser Straße è una stazione della linea U6 della metropolitana di Vienna situata nel 9º distretto. 

## Storia
La stazione fu realizzata come fermata della Gürtellinie della Stadtbahn a vapore sul sito dove sorgeva una delle porte cittadine della vecchia cinta muraria, come avvenne per altre fermate della stessa linea. La struttura fu progettata da Otto Wagner per conto della Commissione per i sistemi di trasporto di Vienna. La stazione fu completata nel marzo 1896 ed entrò in esercizio il 1º giugno 1898. 
La stazione fu usata fino al 1918, anno in cui terminò il servizio della Stadtbahn a vapore, e rientrò in funzione nel 1925 come fermata della nuova Stadtbahn elettrificata. Dal 1925 al 1945 la stazione venne servita anche dalla linea mista tram-Stadtbahn 18G.
Dal 1989 è stata riconvertita in fermata della linea U6 della metropolitana.

## Descrizione
La stazione, in stile Otto Wagner, presenta due ingressi, uno orientale e l'altro occidentale, caratterizzati dalle porte in colore verde e da altri pilastri. Dall'atrio si arriva alle banchine dei treni tramite scale coperte dai tetti trapezoidali laterali. Al piano dei binari si accede anche tramite ascensori. Le facciate presentano grandi finestre rettangolari su entrambi i piani. 
Tra il 2014 e il 2015 la stazione è stata sottoposta a importanti lavori di ristrutturazione, che hanno portato alla sospensione temporanea della fermata prima in direzione Siebenhirten e poi in direzione Floridsdorf.

## Ingressi
- Lazarettgasse / Kinderspitalgasse
- Hernalser Hauptstraße / Jörgerstraße